# Sixto Soria
Sixto Soria Savigne (Santiago di Cuba, 27 aprile 1954) è un ex pugile cubano.

## Palmarès

### Olimpiadi
- 1 medaglia:
  - 1 argento (Montréal 1976 nei pesi mediomassimi)

### Mondiali dilettanti
- 1 medaglia:
  - 1 oro (Belgrado 1978 nei pesi mediomassimi)